# 髙木竜馬
髙木 竜馬（たかぎ りょうま、1992年11月13日 - ）は、日本のクラシック音楽のピアニスト。妻はピアニストの篠永紗也子。

## 略歴
1992年、千葉県千葉市に生まれる。2歳よりピアニストの母、髙木美香の手ほどきでピアノを始め、7歳よりエレーナ・アシュケナージに、2008年より、中村紘子に師事。渋谷幕張高校在学中に、ウィーン国立音楽大学コンサートピアノ科に合格。ミヒャエル･クリストに指導を受けた。2015年より、イタリアのイモラ国際ピアノアカデミーに入学し、ボリス･ペトルシャンスキーの指導を受け、開校30年の歴史で6人目の「マイスター」の称号を得て卒業後、ポストグラデュエート課程に在籍。2018年、NHK総合テレビ「ピアノの森」で雨宮修平役のピアノ演奏を担当。
2018年9月、第16回エドヴァルド・グリーグ国際ピアノコンクール優勝、および聴衆賞を受賞し、世界的に脚光を浴びた。優勝ツアーとして、ベルゲン･トロルハウゲンでの《ピアニスト･オブ･ザ･ウィーク》に出演し、一週間に亘り30回の演奏会を行った。2019年6月東京フィルハーモニー交響楽団東京オペラシティ第126回定期公演、2020年2月千葉市定期演奏会では小林研一郎指揮東フィル、2020年7月渋谷オーチャードホールにおいては尾高忠明の指揮で演奏。ハンブルク･エルプフィルハーモニー、ハノーファー西ドイツ放送協会ホール、デュッセルドルフ･シューマンホール、ウィーン楽友協会ホールでのリサイタルや、エイヴィン･グルベルグ＝イェンセン指揮･オスロフィルハーモニー管弦楽団、ハンス･グラーフ指揮･クリスチャンサン交響楽団との共演など、日本及びノルウェーを始め、ヨーロッパ各地で著名ホールでのリサイタルに出演、主要オーケストラとの共演を果たした。2020年、ウィーン国立音楽大学大学院を最優秀の成績で卒業し、ポストグラデュエート課程に在学。アンナ・マリコヴァの指導を受ける。2021年夏、8月上旬から9月下旬にかけて、「ピアノの森」をテーマにした全国10か所での2か月にわたる長期リサイタルツアーを行った。
2023年4月より京都市立芸術大学ピアノ科専任講師に就任。(公財)江副記念リクルート財団第35回奨学生。 (株)イープラスとエージェント契約を締結し、活躍の場を広げている。
2024年8月28日、同じくピアニストの篠永紗也子と同年4月に結婚していたことを自身のXを通じて報告した。

## 受賞歴
- 2000年 - 第1回日本チャイコフスキーコンクール（小学生の部）第1位（日本・東京）
- 2001年 - 第2回ネイガウスフェスティバル（12歳以下の部）第1位（ロシア・モスクワ）
- 2004年 - 第15回ローマ国際ピアノコンクール（18歳以下の部）第1位（イタリア・ローマ）
- 2005年 - 第6回ホロヴィッツ国際ピアノコンクール（14歳以下の部）第1位（ウクライナ・キエフ）
- 2015年 - 第19回浜松国際ピアノアカデミーコンクール 第1位（日本・浜松） [5]
- 2015年 - 第38回エレーナ・ロンブロ＝シュテパノフコンクール第1位（オーストリア・ウィーン）
- 2016年 - 第26回ローマ国際ピアノコンクール第１位（イタリア・ローマ）[6]
- 2018年 - Dr.ヨーゼフ・ディヒラーコンクール第1位（オーストリア、ウィーン）
- 2018年 - 第16回エドヴァルド・グリーグ国際ピアノコンクールにて第1位および聴衆賞（ノルウェー・ベルゲン）[7]

## 出演歴

### ラジオ番組
- 「リサイタル・ノヴァ」(2017年4月9日-、 NHK-FM)
- 「ベストオブクラシック」(2018年3月29日-、NHK-FM)
- 「眠れない貴女へ」(2019年2月10日-、 NHK-FM)ゲスト出演
- 「ブラボー！オーケストラ」(2020年6月7日-、NHK-FM)

### テレビ番組
- 「題名のない音楽会」(2005年10月9日-、テレビ朝日)アーティスト出演
- 「ららら♪クラシック」(2019年3月8日-、NHK Eテレ)アーティスト出演
- 「題名のない音楽会」(2021年8月21日-、テレビ朝日)アーティスト出演

## ディスコグラフィ
- 2019年3月、日本コロムビアより「ピアノの森」雨宮修平の軌跡
- 2021年8月、イープラスミュージックより「ピアノの森」ピアノコンサート※会場限定販売
- 2021年11月、チェリストの佐藤晴真とユニバーサルミュージックより「SOUVENIR~ドビュッシー&フランク作品集」
- 2022年7月、イープラスミュージックより「ピアノの森」ピアノコンサート※会場限定販売
- 2023年7月、イープラスミュージックより「ピアノの森」ピアノコンサート※会場限定販売
- 2023年10月、avex-CLASSICSより「映画アナログオリジナル サウンドトラック」
- 2023年10月、ヴァイオリニストの東亮汰とユニバーサルミュージックより「Piacere～ヴァイオリン小品集」
- 2024年3月、日本コロムビアより「交響曲 宇宙戦艦ヤマト -LiVE2023-」
- 2024年4月、イープラスミュージックより「Metamorphose」

## 人物
幼少期はサッカー少年で、小学、中学時代はゴールキーパーをしていた。チェルシーFCのサポーターでもある。好きな動物はうさぎ。